# Jezioro wytopiskowe

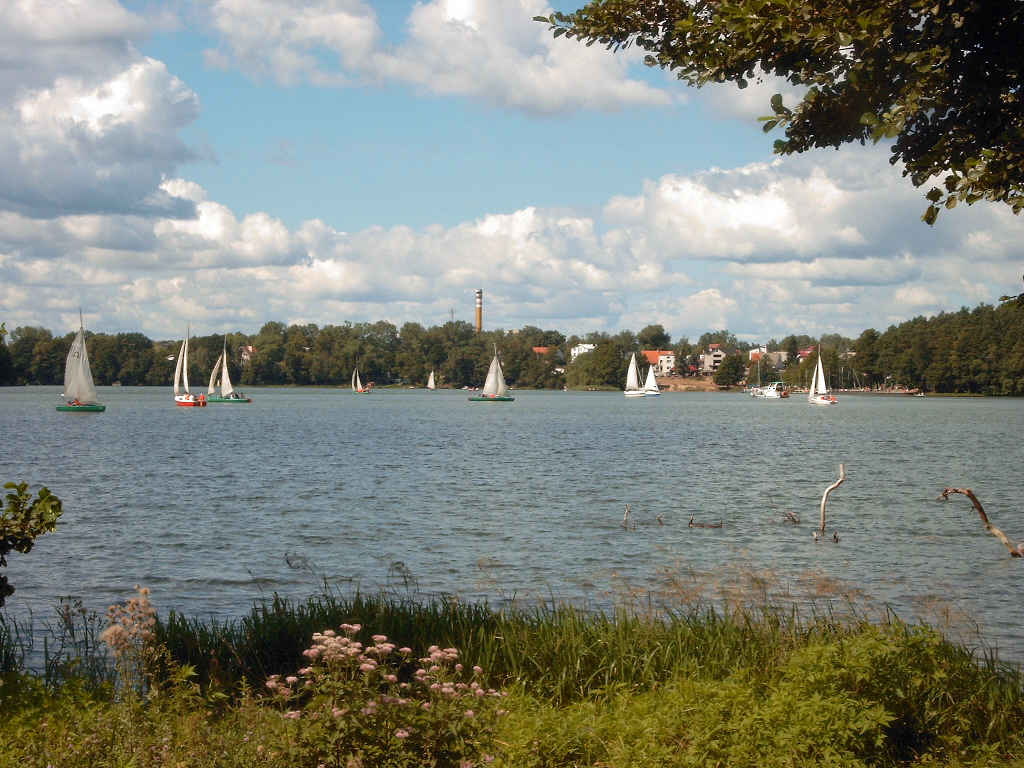
Przykład jeziora wytopiskowego: Jezioro Nidzkie

Jezioro wytopiskowe – rodzaj jeziora polodowcowego, powstałego w zagłębieniu utworzonym po wytopieniu się brył martwego lodu, klinów lodowych lub soczewek lodu gruntowego (wytopisko). Jeziora wytopiskowe są charakterystyczne dla obszarów młodoglacjalnych.
Rodzajami jezior wytopiskowych są oczka polodowcowe i jeziora ałasowe.
Przykładami jezior wytopiskowych są np. jeziora: Wigry, Nidzkie w Krainie Wielkich Jezior Mazurskich. Posiadają nieregularne kształty i głębokość do 30 metrów. Mają łagodne brzegi.
Najczęściej występują w skupiskach po kilkanaście na niewielkim obszarze. Zazwyczaj pozostają nienazwane żadną nazwą własną, jednak większe obiekty posiadają nazwy np. Sasek Mały lub Kotlinowy Stawek w Tatrach. Licznie występują w okolicach Suwałk.